# Jean-Yves Potel
Jean-Yves Potel (ur. 13 lutego 1948 w Château-Gontier w Mayenne) – francuski historyk, politolog, pisarz, wykładowca uniwersytecki, dyplomata. Specjalista w dziedzinie historii politycznej Europy Środkowej, a szczególnie Polski.

## Życiorys
Jean-Yves Potel studiował literaturę na Uniwersytetach w Nicei i Grenoble (magisterium, 1972). Po kilku latach nauczania w liceum i pracy dziennikarskiej wrócił na uczelnię, by studiować historię współczesną na Université Paris 1 Panthéon-Sorbonne (1983). W 2001 roku obronił habilitację z nauk politycznych na Uniwersytecie w Grenoble. W międzyczasie, od roku 1981, wykładał współczesną historię polityczną Europy Środkowej na Université Paris 8 oraz politykę kulturalną w Europie na Université Paris 1 oraz w Instytucie Nauk Politycznych w Paryżu. Przez dwadzieścia lat pracował również we francuskiej administracji państwowej, najpierw jako kierownik projektów we francuskim Urzędzie Rozwoju Regionalnego (DATAR), a następnie jako radca kulturalny w Ambasadzie Francji w Warszawie (2001–2005).
Jean-Yves Potel wywodzi się z niezamożnej rodziny robotniczo-urzędniczej. Dorastał w okresie rozkwitu kulturalnego lat sześćdziesiątych, duży wpływ wywarła na niego francuska rewolucja majowa w 1968 r. (był wówczas jednym z leaderów Francuskiego Związku Studentów UNEF na Wydziale Literatury Uniwersytetu w Nicei). Działacz Nowej Lewicy (do 1979 r.), antykolonialista i antykomunista, od połowy lat 1970 z pasją śledził walkę opozycyjnych ruchów demokratycznych z komunistycznymi reżimami za żelazną kurtyną". Nawiązał liczne przyjaźnie w Jugosławii i Czechosłowacji, z której został wydalony w październiku 1979 roku (brał udział w zorganizowaniu demonstracji poparcia dla Václava Havla i Petra Uhla w trakcie ich procesu). Był w Stoczni Gdańskiej w okresie strajków sierpniowych w 1980 roku, w Polsce przebywał przez cały okres istnienia legalnej Solidarności. Związany ze środowiskami opozycyjnymi i dysydenckimi krajów Europy Wschodniej, często bywał w regionie zarówno przed jak i po upadku komunizmu. 
Jean-Yves Potel, autor licznych książek i artykułów, był uważnym świadkiem naznaczonego wstrząsami i głębokimi przemianami społeczno-politycznymi trzydziestolecia. W latach 1979–1985 pracował jako pisarz i redaktor (pseudonim: J.-Y. Touvais) w kierowanym przez François Maspero czasopiśmie L’Alternative broniącym praw demokratycznych w krajach Europy Wschodniej. Był również regularnym współpracownikiem francuskiego dziennika Le Monde diplomatique (1980–1998) i radia France Culture (1990–2001). W latach 1980 działał w obronie praw człowieka w Czechosłowacji i w Polsce, a w czasie wojny w byłej Jugosławii, był gorącym przeciwnikiem serbskiego nacjonalizmu, szczególnie w Kosowie. Kosowie. Prowadził również badania naukowe i koordynował współpracę międzynarodową: w latach 1990–2001 kierował piętnastoma europejskimi programami przygotowującymi nowe państwa członkowskie do wstąpienia do Unii Europejskiej. 
Wśród jego publikacji znajdują się eseje polityczne na temat współczesnej Polski, ewolucji krajów Europy Środkowej i bloku wschodniego, a także Francji. Jego prace zawdzięczają swą oryginalność specyficznemu połączeniu relacji z podróży, wywiadów oraz pogłębionych studiów historycznych i politycznych, poruszających tematy wydarzeń, których był świadkiem lub kwestie pamięci i upamiętniania. Jean-Yves Potel żywo interesuje się również twórczością artystyczną tej części Europy (teatr, literatura, sztuka współczesna), opublikował wiele ważnych artykułów na temat twórczości artystycznej w Polsce po 1989 r. Jest autorem dwóch tomików poezji i eseju biograficznego poświęconego pisarce polskiego pochodzenia Annie Langfus (1920–1966). W ostatnich latach zajmował się również poezją cygańsko-polskiej poetki Bronisławy Wajs Papuszy (1910–1987) i polsko-żydowskiego poety z getta warszawskiego Władysława Szlengla (1914–1943). Współpracuje z Mémorial de la Shoah w Paryżu, jest także członkiem redakcji czasopism En attendant Nadeau (krytyka literacka) i Mémoires en jeu (historia i pamięć).

## Publikacje

### Książki
- Koniec niewinności, Polska wobec swojej żydowskiej przeszłości, Znak, Kraków, 2010 (zob. Linki zewnętrzne).
- Francja ta sama czy inna ?, TRIO, Warszawa 2009 (zob. Linki zewnętrzne).
- Posłowie do: Anna Langfus, Skazana na Życie, Warszawa, Prószyński i S-ka, 2008 zob. (zob. Linki zewnętrzne).
- Warszawa: miasto niekochane, posłowie do: Anna Sańczuk, Bartek Chaciński, Jacek Skolimowski, Warszawa. W poszukiwaniu centrum, Kraków, Znak, 2005 (zob. Linki zewnętrzne).

### Artykuły
- Przezwyciężyć "polskość", Obieg, 2017, http://obieg.u-jazdowski.pl/numery/polskosc/overcoming-polishness-
- Dziecko Lublina; Kalendarium życia i twórczości Anny Langfus (1920–1966); Rozmowa z Michaelem Salomonem; Rozmowa z Maurice'em Fickelsonem; Rozmowa z Fernandem Baivierem; Rozmowy z Irène i Bernardem Oresami; Twórczość teatralna Anny Langfus; Anna Langfus oczyma krytyków; Polska Anny Langfus [w:] Anna Langfus. Życie -Twórczość - Recepcja, Scriptores, nr 34, Brama Grodzka-TNN Lublin, 2013.
- Pamięci Anny Langfus [w:] Anna Langfus. Życie - Twórczość - Recepcja, Scriptores, nr 34, Brama Grodzka-TNN Lublin, 2013, http://biblioteka.teatrnn.pl/dlibra/dlibra/doccontent?id=9819
- Artykuł na temat rewolucji w Maju 1968 we Francji, katalog wystawy Rewolucje 1968, Galeria Zachęta, Warszawa 2008.
- Pamięci Anny Langfus, Midrasz, Warszawa, grudzień 2007, nr 12 (128).
- Zbyt często powtarzane stereotypy, Zagłada Żydów, Lublin, UMCS, 2006.

## Odznaczenia
- Srebrny Medal „Zasłużony Kulturze Gloria Artis” (11 października 2005)[5]
- Medal św. Wojciecha (2010)[6]